# Ezequiel Palacio
Ezequiel Palacio (Bragado, provincia de Buenos Aires, Argentina; 10 de abril de 1983) es un exfutbolista argentino.

## Clubes
| Club                         | País      | Año       |
| ---------------------------- | --------- | --------- |
| Villa Mitre                  | Argentina | 2002-2006 |
| Independiente Rivadavia      | Argentina | 2007-2008 |
| Villa Mitre                  | Argentina | 2008-2009 |
| Cortuluá                     | Colombia  | 2010      |
| Villa Mitre                  | Argentina | 2010-2011 |
| Sportivo Belgrano            | Argentina | 2011-2012 |
| Defensores de Belgrano       | Argentina | 2012-2014 |
| Tiro Federal de Bahía Blanca | Argentina | 2015      |